# Liste der Kulturdenkmäler in Rorodt
In der Liste der Kulturdenkmäler in Rorodt sind alle Kulturdenkmäler der rheinland-pfälzischen Ortsgemeinde Rorodt aufgeführt. Grundlage ist die Denkmalliste des Landes Rheinland-Pfalz (Stand: 10. August 2023).

## Einzeldenkmäler
| Bezeichnung | Lage                                    | Baujahr                            | Beschreibung                                    | Bild |
| ----------- | --------------------------------------- | ---------------------------------- | ----------------------------------------------- | ---- |
| Brunnen     | Ortsstraße, zwischen Nr. 21 und 24 Lage | zweite Hälfte des 19. Jahrhunderts | Laufbrunnen, zweite Hälfte des 19. Jahrhunderts | BW   |